# Parafia św. Jana Nepomucena w Minkowicach Oławskich
Parafia św. Jana Nepomucena w Minkowicach Oławskich – znajduje się w dekanacie Jelcz-Laskowice w archidiecezji wrocławskiej. Erygowana w XVIII wieku.
Po wojnie proboszczem parafii był ks. Roman Pietruski.
Obsługiwana przez księży archidiecezjalnych. Jej proboszczem jest ks. Jacek Aksamski.

## Parafialne księgi metrykalne
| Księgi metrykalne | Okres ewidencji  |
| ----------------- | ---------------- |
| chrztów           | 1717-1753 1945 - |
| ślubów            | 1945 -           |
| zgonów            | 1717-1753 1945 - |